# Ladislav Pavlovič
Ladislav Pavlovič (ur. 8 kwietnia 1926 w Preszowie, zm. 28 stycznia 2013 tamże) – słowacki piłkarz, napastnik. Brązowy medalista ME 60.
W reprezentacji Czechosłowacji zagrał 14 razy i strzelił 2 gole. Debiutował 14 września 1952 w meczu z Polską, ostatni raz zagrał w 1960. Pavlovič przez większość kariery był piłkarzem klubu 1. FC Tatran Preszów, krótko grał w Interze Bratysława. Zdobywał tytuły króla strzelców pierwszej ligi czechosłowackiej (1961, 1964).